# Manoir de Kerno
Le manoir de Kerno est un édifice situé à l'Île-aux-Moines en France.

## Localisation
Le manoir est situé sur le territoire de la commune de l'Île-aux-Moines, au lieu-dit Kerno, dans le département du Morbihan en région Bretagne.

## Description
Le manoir date du XVIe siècle. Édifice de plan allongé, à deux pièces par étage, un étage carré construit en pierre de taille de granite. Toiture à longs pans à pignon découvert. Escalier dans-œuvre : escalier à vis sans jour  en charpente.

## Historique
Maison en forme de manoir peut-être construite pour un capitaine armateur de l'île dans la seconde moitié du XVIe siècle.
Le manoir est inscrit à l'inventaire général du patrimoine culturel en 1976.